# Mycoplasma simbae
Mycoplasma simbae è una specie di batterio appartenente alla famiglia delle Mycoplasmataceae.